# Rhodopis (hetär)
Rhodopis, levde på 500-talet f.Kr., var en grekisk hetär under antiken.  Hon är vid sidan av Archidike den enda individuella hetär som namnges av Herodotus i hans berömda diskussion om hetäryrket. 
Rhodopis kom från Trakien och blev hetär sedan hon hamnade i slaveri i Samos i Grekland. Hon påstås ha ägts av samma slavägare som ägde Aisopos. Hon fördes av sin ägare till den grekiska staden Naucratis i Egypten, där hon köptes fri av Sapfos bror Charaxus, som blivit förälskad i henne. Hon fortsatte sedan en framgångsrik karriär som hetär, men kunde nu behålla förtjänsten själv. Hennes framgång visas av att hon kunde göra en donation på en tiondel av sin inkomst till Apollos Tempel i Delfi, där hon finansierade tio spett för att bereda templets offeroxar. 
Många berömda historier gick om henne. Hon har sammankopplats med legenden om Sköna Helena, och påstods i en senare legend ha finansierat byggandet av en pyramid. Enligt en annan legend flög en fågel iväg med hennes sandal till Egyptens farao, som sedan lät leta upp henne och gifta sig med henne, en variant på den senare legenden om askungen. 